# RX (ロケット)
RX (Rocket Xperimental) はインドネシア国立航空宇宙研究所 (LAPAN) が開発、運用される固体燃料観測ロケットの系列である。

## 概要
インドネシアは1964年8月14日に独自に開発したKartika 1ロケットを打ち上げた。
1965年にLAPANは日本から輸入したカッパロケットK-8Iを打ち上げたが、その後の国産化の足取りは順調とは言えなかった。
近年、ようやくその成果が出つつある。

## RX-250
RX-250は直径250mmの単段式固体燃料ロケットで、1987年に初めて打ち上げられた。
輸入していた資材を置き換えて80%国産化する計画に着手した。末端水酸基ポリブタジエン(HTPB)と過塩素酸アンモニウムの国産化に成功して一部の添加剤を除き、推進剤を自給できるようになった。
- 全長: 4.24 m
- 直径: 0.25 m
- 離陸重量: 243.2 Kg
- 最高速度: マッハ 7.67
- 最高高度: 21.3 Km
- 最大射程: 51.3 Km.

## RX-320
RX-320は直径320mmの固体燃料ロケット。

## RX-420
RX-420は直径420mmの観測ロケットである。LAPANは2009年にRX-420の試射に成功した。人工衛星打ち上げ用のRPS-420の1段目としても使用される。

## RX-550
RX-550は全長14.91m、直径550mmでこれまでにLAPANが開発中の観測ロケットで、2011年以来、開発中でRX-550の初の成功の暁にはLAPANは長射程弾道ミサイルの製造能力も獲得するとされる。
燃料は末端水酸基ポリブタジエン(HPTB)で射程は533km、高度は150kmに到達する。全長を10mに延長して2段目を装備した仕様では人工衛星の軌道投入能力を有する。RX-550の最高速度はマッハ7.67に到達可能でペイロードは300kgまで可能でこれは同時に高性能弾頭の運搬能力をも意味する。
RX-550の開発ではウクライナの企業がノズルの開発に協力した。2011年にLAPANは試験を実施したがノズルの構造が不完全だった。構造体の厚みは6mmが理想ではあるものの、現在はわずか3mmで、そのためおよそ14秒間の燃焼時間の間に3000℃の高温に耐える必要があるが、現時点ではまだノズルとエンジンに問題があり、その結果、燃焼開始後8秒で亀裂が入り、破損に至る。
- 全長: 14.91 m
- 直径: 0.555 m
- 離陸重量: 4,943 Kg
- 推進剤総重量: 3,072 Kg
- ペイロード重量: 300 Kg
- 最高速度: マッハ 7.67
- 最高高度: 150 Km
- 最大射程: 533 Km.